# China and Sex
China and Sex è un film del 1994 diretto da Robert Yip (alias Aristide Massaccesi, più noto come Joe D'Amato).